# Rhinacanthus mucronatus
Rhinacanthus mucronatus är en akantusväxtart som beskrevs av Ensermu. Rhinacanthus mucronatus ingår i släktet Rhinacanthus och familjen akantusväxter. Inga underarter finns listade i Catalogue of Life.